# 陳秀珠
陳秀珠（英語：Rebecca Chan Sau Chu，1958年10月20日—），生於香港，籍貫廣東潮陽。她在1979年競選香港小姐，在1980年代曾經是無綫電視首屈一指的花旦。她入行以來拍攝的第一部電視劇集是《風雨晴》；曾為無綫電視部頭合約女藝員。

## 背景
陳秀珠童年時是一個好勝的小朋友，事事要求平等，还會妒忌同學擁有新書包。她早年就讀位於太子道369號的潔瑩幼稚園（1964年畢業），後入讀樂道中學何文田舊校。入行前曾經於1977年至1979年在國泰航空公司工作，任职地勤。當地勤人員是因為她忌跳水。其後於1979年至1980年在菲律賓航空公司任顧客服務主任。她在1979年參選香港小姐，雖三甲不入，很快在娛樂圈走红，與TVB簽約。曾主持《K-100》，並是《體育世界》第一代主持人。主演時裝劇《風雨晴》、《假日風情》、《痴情劫》、《超越愛情線》、《季節》；民初劇《戲班小子》、《蘇乞兒》；古裝劇《射雕英雄傳》、《歡樂長安》、《鐘無艷》、《碧血劍》、《雪山飛狐》等。但她於1982年拍攝過一輯性感照片，無綫電視高層对此不滿，於是把她調離《體育世界》。1983年，陳秀珠加入《歡樂今宵》﹐並在1989年農曆新年在廣州為港穗雙輝慶團年及《羊城賀歲萬家歡十週年慶典》擔任司儀及嘉賓。她在1980年代中期曾以女主角身份主演兩部廣受歡迎的大型金庸、古龍武侠劇：《笑傲江湖》和《陸小鳳之鳳舞九天》。當中在劇集《笑傲江湖》中所飾演的「任盈盈」更與已成名的周潤發合作。後來又因翁美玲的去世，代替她出演《陸小鳳之鳳舞九天》，與萬梓良合作。陳秀珠其後參與拍攝的劇集還有《黃大仙》、《大運河》、《季節》、《大班密令》、《誓不低頭》、《狂龍》、《亞二一族》等。她又曾飾演過1990年中国大陆電視劇《封神榜》中的「女媧」一角。
1990年代初，陳秀珠到了馬來西亞經商，與當時的男朋友林致華（商人林梧桐之子）開設四川小食快餐店。不過後來因為廚師辭職且自己不善處理，結果被迫結業。她於1990年代中重返TVB，拍攝了《西遊記》系列、《師奶強人》、《千里姻緣兜錯圈》、《刑事偵緝檔案IV》、《戇夫成龍》、《美麗在望》、《十萬噸情緣》、《衝上雲霄》、《一屋兩家三姓人》、《青出於藍》等劇集。1999年於美國誕下兒子陳迪加。
2000年代，陳秀珠繼續拍攝了不少無綫電視劇，包括於2004年劇集《金枝慾孽》中飾演皇后鈕祜祿氏，此外還有2008年10月播出的《珠光寶氣》中所飾演的香港女首富「虞葦庭（Melissa）」、《甜孫爺爺》的慈母王美仙、《男人之苦》的惡妻黃德蘭、《銀樓金粉》的連年旺、《我的如意狼君》的毒婦董幗馨、《盛世仁傑》中不怒而威的武則天及《心戰》的莫麗馨（Angela）等。此外，她曾多次被提名《萬千星輝頒獎典禮》最佳女配角。
在2011年3月24日，陳秀珠在拍畢《我的如意狼君》廠景後，於離開時不慎跣倒受傷，心口撞向枱角而導致胸口劇痛；召救護車送院治理，幸好並無大礙，休息數天後繼續拍攝。拍攝煞科戲後，陳秀珠一直都休息，而她之前所拍攝的劇集《真相》、《萬凰之王》、《我的如意狼君》、《盛世仁傑》及《心戰》全部都在年間於無綫電視播映。期間都沒有接拍其他新的電視劇，直至2012年7月落實會拍攝李艷芳監製的新劇《心路GPS》。該劇在2013年2月首播。陳秀珠近年為照顧兒子而減產，但仍以以一年一劇的形式於幕前演出。2017年，陳秀珠接受訪問時表示多年來港、美兩邊飛，全因照顧兒子陳廸加，轉眼間兒子已十八歲，令她更珍惜親子時間，還直言經常借故扮累，只想親近兒子；陳秀珠於2020年7月離開無綫。
2022年11月19日，於《萬千星輝賀台慶》以1979年香港小姐參選佳麗身份為《香港小姐再競選》冠軍何沛珈加冕。
2022年12月，參演由馬浚偉監製的香港電台電視劇《我們的畢業禮》。

## 演出作品

### 電視劇（無綫電視）
| 首播   | 劇名                             | 角色                  |
| 1981年 | 四季情                           | Betty                 |
| 1981年 | 風雨晴                           | 甄梓玲                |
| 1981年 | 火鳳凰                           | 蒲書因                |
| 1981年 | 富貴榮華                         | 孫懿德                |
| 1982年 | 戲班小子                         | 陸明珠                |
| 1982年 | 假日風情                         | Alice                 |
| 1982年 | 蘇乞兒                           | 陳盈盈                |
| 1982年 | 癡情劫                           | 莊亦寧                |
| 1982年 | 新銳劇場：血印(單元劇)           | 蕭媚/小紅             |
| 1983年 | 射鵰英雄傳之東邪西毒             | 程瑤迦                |
| 1983年 | 歡樂長安                         | 楊貴妃                |
| 1983年 | 北斗雙雄                         | 康嘉欣                |
| 1983年 | 勇者福星                         | 柳若男                |
| 1984年 | 笑傲江湖                         | 任盈盈                |
| 1984年 | 超越愛情線                       | 楊曼玲                |
| 1985年 | 碧血劍                           | 何鐵手                |
| 1985年 | 雪山飛狐                         | 南蘭(苗人鳳之妻)      |
| 1985年 | 鍾無艷                           | 夏迎春                |
| 1986年 | 陸小鳳之鳳舞九天                 | 白晶晶                |
| 1986年 | 黃大仙                           | 雙雙公主              |
| 1987年 | 大運河                           | 陳美娘（宣華夫人）    |
| 1987年 | 季節                             | 葉青                  |
| 1987年 | 大班密令                         | 孔舜寧                |
| 1987年 | 霧水緣(單元劇)                   | Carmen                |
| 1988年 | 誓不低頭                         | 馬月仙（Cindy）       |
| 1988年 | 狂龍                             | 小霖(田妃)            |
| 1989年 | 金裝季節                         | 葉青                  |
| 1989年 | 我愛俏冤家                       | 常青靜                |
| 1990年 | 亞二一族                         | 朱鳳凰                |
| 1995年 | 刑事偵緝檔案II（檔案八：寸草心） | 楊曉青                |
| 1996年 | 闔府統請                         | 文雅頌                |
| 1996年 | 西遊記                           | 鐵扇公主              |
| 1998年 | 師奶強人                         | 歐陽鳳                |
| 1998年 | 西遊記（貳）                     | 鐵扇公主              |
| 1999年 | 刑事偵緝檔案IV                   | 樓蓮香                |
| 1999年 | 千里姻緣兜錯圈                   | 尤雲英                |
| 2000年 | 金裝四大才子                     | 陸昭容                |
| 2001年 | 酒是故鄉醇                       | 谷燕歡                |
| 2002年 | 戇夫成龍                         | 柳湘湘                |
| 2003年 | 十萬噸情緣                       | 馬愛玲（Cindy媽）     |
| 2003年 | 美麗在望                         | 鄔桂晶                |
| 2003年 | 皆大歡喜                         | 保琳                  |
| 2003年 | 衝上雲霄                         | 葉雁婷（Tina）        |
| 2004年 | 翡翠戀曲                         | 孫何可卿              |
| 2004年 | 一屋兩家三姓人                   | 甄麗芸（Laura）       |
| 2004年 | 金枝慾孽                         | 鈕鈷祿氏（皇后）      |
| 2004年 | 青出於藍                         | 蕭靜蓉（Linda）       |
| 2005年 | 甜孫爺爺                         | 王美仙                |
| 2005年 | 酒店風雲                         | 林雪卿                |
| 2005年 | 人間蒸發                         | 官秀華（Sophia）      |
| 2005年 | 阿旺新傳                         | 宋美綸（Helen）       |
| 2005年 | 本草藥王                         | 劉一姐                |
| 2006年 | 火舞黃沙                         | 閻少虹（細奶奶）      |
| 2006年 | 追魂交易                         | 丘惠霞                |
| 2006年 | 男人之苦                         | 黃德蘭                |
| 2006年 | 滙通天下                         | 孟月嫦                |
| 2007年 | 天機算                           | 袁紫昕                |
| 2007年 | 律政新人王II                     | 錢韶涵（Brenda）      |
| 2008年 | 銀樓金粉                         | 連年旺（二太太）      |
| 2008年 | 珠光寶氣                         | 虞葦庭（Melissa）     |
| 2009年 | 烈火雄心3                        | 沈月華（Queenie）     |
| 2010年 | 蒲松齡                           | 葉詠嫻                |
| 2010年 | 刑警                             | 簡竹君                |
| 2010年 | 囧探查過界                       | 紀可人（Carmen）      |
| 2011年 | 真相                             | 邵雯慧                |
| 2011年 | 萬凰之王                         | 赫舍里·倩柔（舒夫人） |
| 2011年 | 我的如意狼君                     | 董幗馨                |
| 2012年 | 盛世仁傑                         | 武則天                |
| 2012年 | 心戰                             | 莫麗馨（Angela）      |
| 2013年 | 心路GPS                          | 夏笑嫻（嫻姐）        |
| 2014年 | 愛我請留言                       | 茹盧愛林（MaMaYu）    |
| 2016年 | 警犬巴打                         | 鍾慧堅（Ken）         |
| 2017年 | 乘勝狙擊                         | 丘月華（Celine）      |
| 2017年 | 雜警奇兵                         | 龍飄飄                |
| 2018年 | BB來了                           | 梁月嬋                |
| 2021年 | 一笑渡凡間                       | 獨孤茹（孤姐）        |

### 電視劇（其他）
- 1981年：《廉政先鋒：富貴浮雲》飾林蘭絲
- 1988年：大馬劇《特警群英》飾沙姐
- 1990年：內地劇《封神榜》飾女媧（開始受到內地觀眾注意）
- 2019年：邵氏網劇《飛虎之雷霆極戰》飾林慧
- 2019年：內地網劇《淑女飄飄拳》飾衛敏(客串)
- 2023年：ViuTV《法與情》
- 2025年：ViuTV《麻甩媽咪》
- 2025年：ViuTV《社畜再培訓先導計劃》

### 電視劇（香港電台）
- 1981年：《香港香港：浮雲》飾Susan
- 2023年：《我們的畢業禮》

### 電影
- 1981年：《追女仔》
- 1982年：《佳人有約》飾Virginia
- 1983年：《專撬牆腳》
- 1983年：《空心大少爺》
- 1986年：《惡男》飾鍾無二女友
- 2006年：《獨家試愛》飾嘉華母
- 2015年：《紀念日》飾慧珠

## 綜藝節目（無綫電視）

### 主持作品
- 1980－1981年：K-100
- 1980－1982年：體育世界
- 1981年：家家歡笑迎彩鳳
- 1981年：百寶膠吹波大賽
- 1983年：歡樂今宵
- 1985年：第十屆馬戲高手奪標賽
- 1986年：進軍墨西哥(1986年世界盃外圍賽)
- 1989年：羊城賀歲萬家歡、港穗雙輝慶團年

## 獎項
- 1982年：馬尼拉國際電影節「香港最佳青年藝人獎」
- 2005年：《壹周刊》「壹電視大獎」之「長青藝人大獎」[9]

## 軼聞
- 陳秀珠於1999年未婚產子，且為高齡產婦。成為當時熱話。無綫電視也曾安排鄭裕玲於《全線大搜查》詢問其詳情。但時至今日陳氏本人從來沒有向外界透露過兒子的生父以及有關事情。
- 因為陳秀珠喜歡『迪』字，而且兒子又在加利福尼亞州出世，所以給他取名「迪加」。到了她從美國回港才知道兒子的名稱與日本特攝人物超人迪加的名字相同。[10]
- 陳秀珠有一個紅色的法拉利圓形太陽眼鏡盒。她把盒子改裝成化妝粉盒，由出道用到現在。[11]
- 1981年，陳秀珠在拍攝劇集《火鳳凰》時認識鄭裕玲，並成為好友。1985年，二人曾在何文田租了一個單位同住。[12][13]
- 陳秀珠有一次到新加坡旅遊時認識了盧宛茵，二人自此成為好朋友至今。[14]

## 資料來源
1. 1 2  . 3周刊第261期. 2004年10月9日  [2017年1月25日]. （原始内容存档于2017年7月10日） （中文（繁體））.
2. ↑  . 東網. 9月28日  [2017-10-29]. （原始内容存档于2020-08-18）.
3. ↑  . 香港工商日報. 1964-07-15: 7  [2022-04-23]. （原始内容存档于2024-06-15）.
4. ↑  . TVB周刊. TVB周刊. 2003年12月  [2017-01-25]. （原始内容存档于2020-08-18） （中文（繁體））.
5. ↑  . 成報. 2004年10月17日  [2017年1月25日]. （原始内容存档于2020年8月18日） （中文（繁體））.
6. ↑  . 東網.   [2012-07-15]. （原始内容存档于2020-06-22）.
7. ↑  第786期 TVB周刊
8. ↑  . 明報周刊.   [2017-11-30]. （原始内容存档于2018-08-28）.
9. ↑  . 壹周刊第786期. 2005年3月31日  [2017年1月25日]. （原始内容存档于2020年8月18日） （中文（繁體））.
10. ↑  . 快周刊第411期. 2006年7月6日  [2017年1月25日]. （原始内容存档于2017年5月9日） （中文（繁體））.
11. ↑  . TVB周刊第419期. 2005年6月21日  [2017年1月25日]. （原始内容存档于2020年8月18日） （中文（繁體））.
12. ↑  . 香港經濟日報. 2004年10月11日  [2017年1月25日]. （原始内容存档于2020年8月18日） （中文（繁體））.
13. ↑  . 忽然1周. 2004年9月24日  [2017年1月25日]. （原始内容存档于2020年8月18日） （中文（繁體））.
14. ↑  . TVB周刊. 2003年2月  [2017-01-25]. （原始内容存档于2016-08-13） （中文（繁體））.